# Mathuedoï di Poher
Mathuedoï (... – Rieux, 936 circa) è stato il terzo conte di Poher, a nord della contea di Cornovaglia (Francia), dall'inizio del secolo X fino all'invasione normanna del 919.

## Origine
Di Mathuedoï non si conoscono gli ascendenti.

## Biografia
Di Mathuedoï non si hanno molte notizie: aveva sposato la figlia del re di Bretagna, Alano il Grande, di cui non si conosce il nome, come risulta dal documento n° XXVII de La chroniques de nantes.
Sembra che dopo la morte di Alano il Grande, il potere in Bretagna fu suddiviso tra Mathuedoï, conte di Poher (la contea di Poher che era a nord della contea di Cornovaglia (Francia) comprendeva all'incirca un territorio che attualmente è suddiviso tra i seguenti comuni bretoni: Carhaix-Plouguer, Cléden-Poher, Kergloff, Poullaouen, Plounévézel, Saint-Hernin, nell'attuale dipartimento di Finistère, e Le Moustoir nel dipartimento di Côtes-d'Armor), che era il genero di Alano il Grande, il conte di Vannes, Rodaldo, che era il figlio primogenito di Alano il Grande e Gourmaelon, conte di Cornovaglia, che viene considerato l'ultimo sovrano di Bretagna (come risulta dal documento n° CCLXXIX, del 27 novembre 910, del Cartulaire de l'abbaye de Redon en Bretagne, in cui viene definito Gurmhailon regnante Britanniam) prima della conquista del regno (919) da parte dei Normanni.
Secondo il documento n° CCLXXVI, del 25 ottobre 913, sempre del Cartulaire de l'abbaye de Redon en Bretagne Mathuedoï confermò una donazione, che era stata fatta dal suocero, Alano il Grande, all'abbazia di Redon; e in quello stesso documento, viene ricordato che potere di Gourmaelon sulla Bretagna era terminato, in quanto lo stesso viene definito come colui che era stato re di Bretagna Gurmahilon comitem, qui tunc monarchiam Britanniae regebat, e controfirmò il documento, come testimone, col solo titolo di conte (conte di Cornovaglia).
Quando i Normanni, nel 919, occuparono la Bretagna, come ci conferma anche il documento n° XXVII de La chroniques de nantes (I Normannii arrivarono in Bretagna navigando la Loira e iniziarono la conquista dalla contea di Nantes), Mathuedoï, con il figlio, Alano, poi detto il Barbatorta e con al seguito un elevato numero di abitanti della Bretagna in Inghilterra, presso, Atelstano, futuro re d'Inghilterra, che in questo documento viene già definito, re d'Inghilterra.
Solo nel 931 gli esuli iniziarono i loro tentativi di rioccupare il loro regno, sotto la guida del figlio di Mathuedoï, Alano detto il Barbatorta, e che, secondo ANGLO-SAXON-ENGLAND dello storico britannico, Frank Stenton, nel 936, divenne conte di Vannes e di Nantes.
La morte di Mathuedoï potrebbe essere datata in quello stesso 936, anno che segnò l'inizio dell'indipendenza dai Normanni.

## Discendenza
Dalla moglie, di cui non si conosce il nome, Mathuedoï ebbe un figlio:
- Alano[2] (prima del 919 - 952), conte di Vannes e di Nantes e dal 938, duca di Bretagna.

### Fonti primarie
- (LA)  Cartulaire de l'abbaye de Redon en Bretagne[collegamento interrotto].
- (LA)  La chroniques de nantes.
- (LA)  Flodoardi Annales, pars I (877-944).

### Letteratura storiografica
- René Poupardin, I regni carolingi (840-918), cap. XIX, vol. II (L'espansione islamica e la nascita dell'Europa feudale) della Storia del Mondo Medievale, pp. 582-634.
- Louis Halphen, Francia: gli ultimi carolingi e l'ascesa di Ugo Capeto (888-987), cap. XX, vol. II (L'espansione islamica e la nascita dell'Europa feudale) della Storia del Mondo Medievale, pp. 636-661.